# Cordaicarpus
Cordaicarpus — це форма роду, названа Гейніцем (1862) і перевизначена Сьюардом (1917), щоб уникнути плутанини з іншим родом і встановити, що рід стосується лише насіння. Сьюард визначив відмінності між Cordaicarpus і Samaropsis.

## Місце знаходження
У Бразилії викопні види C. brasilianus, C. fanatinensis і C. truncata знаходяться на оголенні Morro Papaléo в місті Маріана Піментел. Вид C. cerronegrensisi був локалізований у оголенні Mina Faxinal у місті Arroio dos Ratos. Вони знаходяться в геопарку Палеоррота у формації Ріо-Боніто і датуються сакмарським етапом пермського періоду.